# Scleria huberi
Scleria huberi är en halvgräsart som beskrevs av Charles Baron Clarke. Scleria huberi ingår i släktet Scleria och familjen halvgräs. Inga underarter finns listade i Catalogue of Life.